# Соратники Завоевателя
Соратники Завоевателя (англ. Companions of the Conqueror) — люди разного социального положения, участвовавшие завоевании Англии вместе с нормандским герцогом Вильгельма Завоевателя в 1066—1071 годах. В более узком смысле соратниками называют достоверно известных участников битве при Гастингсе 1066 года, сражавшихся в ней рядом с герцогом.